# Gleiritsch
Gleiritsch je obec v německé spolkové zemi Bavorsko, v zemském okrese Schwandorf v administrativním obvodu Horní Falc. Obec má 635 obyvatel.

## Poloha
Gleiritsch se nachází v regionu Horní Falc Sever v severovýchodní části okresu Schwandorf. Vrch Katzenstein (622 m n. m.) je nejvyšší nadmořskou výškou v obci.

### Sousední obce
Gleiritsch sousedí s následujícími obcemi od severu: Tännesberg v okrese Neustadt an der Waldnaab a Teunz, Guteneck, Pfreimd a Trausnitz v okrese Schwandorf.
| Růžice kompasu | Trausnitz | Tännesberg | Tännesberg | Růžice kompasu |
| Růžice kompasu | Pfreimd   | Sever      | Teunz      | Růžice kompasu |
| Růžice kompasu | Pfreimd   | Gleiritsch | Teunz      | Růžice kompasu |
| Růžice kompasu | Pfreimd   | Jih        | Teunz      | Růžice kompasu |
| Růžice kompasu | Pfreimd   | Guteneck   | Teunz      | Růžice kompasu |

## Historie

### Původ pojmenování
Název vesnice pochází ze slovanštiny a znamená vyvýšeninu u potoka (glova = vyvýšenina, rěčica = potůček). Jméno Gleiritsch sahá až ke slovanskému osídlení (stejně jako místopisné názvy Teunz, Hohentreswitz, Köllitz, Söllitz.

### První zmínky o obci
První doložená zmínka o osadě Gleiritsch pochází z roku 1031.Pod označením "Gloureizi" se název objevil v majetkovém rejstříku řezenského benediktinského kláštera sv. Jimrama. Záznam ve formě svitku obsahuje zemědělské zápisy kláštera. Originál listiny byl až do vypuknutí druhé světové války uložen v Bavorském hlavním státním archivu v Mnichově, po válce se jej nepodařilo najít. Nicméně kopie dokumentu z roku 1921 je stále k dispozici, takže popis majetku se zachoval. Zápis ve svitku informuje o třech pozemcích v "Gloureizi", za které byly zaplaceny desátkové daně ("... 91 Ad Gloureizi sunt tria rura, ab his dantur III solidi").
Trvalo přibližně 160 let, než se o Gleiritschi objevily další zmínky v podobě kupních smluv. Kolem roku 1194 jsou doloženi Quadalric a Markvart von Gleurast. V letech 1282-1397 byl feudálním pánem Gleiritsche šlechtický rod Zellerů. Následovaly rody Hachenbergerů, Murašských, Zengerů, Losnitzerů a Warpergerů.

### Plassenbergerové
Nejpozději od roku 1550 do poloviny 17. století vládli v Gleiritschi Plassenbergové. O tomto šlechtickém rodu svědčí náhrobky a epitaf v interiéru kostela v Gleiritschi. Koncem 15. století se Götz von Plassenberg stal hejtmanem a správcem v Neunburgu vorm Wald a Christoph von Plassenberg získal v roce 1556 místo zemského soudce v Ambergu. Lorenz von Plassenberg je uváděn v lexikonu říšské šlechty Geschlechtsregister jako zeman na "Glayritz". Kromě toho vlastnil další statky v Eckersdorfu (v markrabství Bayreuth) a v Sankt Gilgenbergu. Majetek Lorenze von Plassenberg, který měl kromě dvou dcer Margarethy a Sybilly ještě čtyři syny, byl rozdělen mezi dědice Georga Lea, Pauluse Lorenze, Götze Siegemunda a Christopha Jacoba. Poslední jmenovaný "Christoff Jacob von Plassenberg zu Gleuratsch" byl poprvé zmíněn v soupisu pozemků v roce 1550. Dne 25. září 1559 mu falcký kurfiřt Fridrich III. propůjčil "purkrabství Plassenberg a blíže popsané přidružené statky". Poslední jmenovaný "Christoff Jacob von Plassenberg zu Gleuratsch" se poprvé objevuje v zemských deskách v roce 1550.
Panství Gleiritsch přešlo z Christopha Jacoba von Plassenberg na jeho syna Hanse Lorenze von Plassenberg, který jej vlastnil až do roku 1582. V roce 1582 dostal Gleiritsch v léno "Hans Christoph von Plassenberg zu Eckersdorf, St. Gilgenberg, Glayritz a Bettendorf". Dne 16. března 1607 požádal Hans Christoph von Plassenberg v dopise "Den Durchlauchtigen Hochgeborenen Fürsten und Herrn, Herrn Christiano, Fürsten zu Anhalt ..., Der Obern Churfürstlichen Pfalz in Bayern Statthalter (Nejjasnější vznešený kníže a pán, pan Kristián, kníže z Anhaltu ..., hejtman Nejvyššího kurfiřtství v Bavorsku.)", aby mohl předat svoji říšskou marku Gleiritsch svému synovi Hansi Melchiorovi von Plassenberg. Hans Melchior vládl na Gleiritschi v letech 1607–1651. Pod vlivem různých politických událostí (třicetiletá válka 1618-1648) a náboženských otřesů, které vyvolala reformace, se panství Gleiritsch ocitlo na pokraji zkázy.

### Portnerové, Lamingerové, Brandtové a hrabata von Kreuth
V roce 1651 převzal panství Gleiritsch Heinrich Sigmund Portner, vnuk Hanse Melchiora von Plassenberg, který zemřel v roce 1652. Po Portnerovi a Lamingerovi následoval Brandt.V roce 1688 koupil říšskou marku Gleiritsch Johann Friedrich von Kreith. Vzhledem k tomu, že tuto kupní smlouvu sepsal jistý Johann Melchior von Plassenberg, lze předpokládat, že Gleiritsch mezitím připadl zpět Plassenbergům. Obec byla součástí bavorského kurfiřtství a tvořila uzavřenou dvorskou marku hrabat von Kreuth.